# Ivanski, Șumen
Ivanski (în bulgară Ивански) este un sat în comuna Șumen, regiunea Șumen,  Bulgaria. 

## Demografie
Componența etnică a satului Ivanski
     Turci (23,97%)
     Bulgari (46,14%)
     Romi (28,64%)
     Nicio identificare (0,97%)
     Altele (0,25%)
La recensământul din 2011, populația satului Ivanski era de 1.543 locuitori. Nu există o etnie majoritară, locuitorii fiind bulgari (46,14%), romi (28,64%) și turci (23,97%). Pentru 0,97% din locuitori nu este cunoscută apartenența etnică.